# Anthene liodes
Anthene liodes är en fjärilsart som beskrevs av William Chapman Hewitson 1874. Anthene liodes ingår i släktet Anthene och familjen juvelvingar. Inga underarter finns listade i Catalogue of Life.

## Bildgalleri

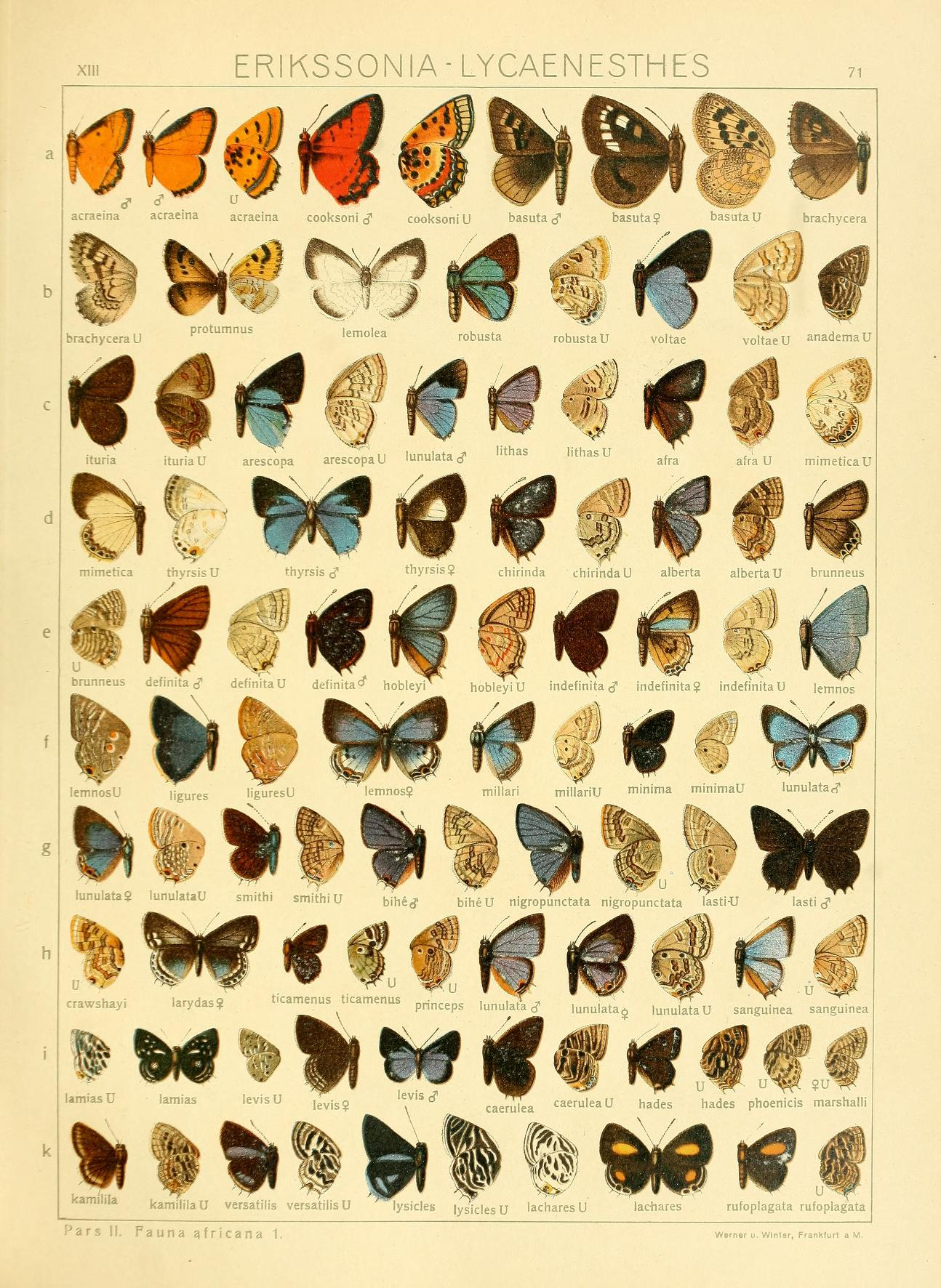